# Juan Tafur (conquistador)
Juan Tafur (Córdoba, 1500 - ?) fue un conquistador español que participó en la conquista de la actual Colombia. Fue alcalde de Bogotá en cinco ocasiones y encomendero de Pasca. Es uno de los conquistadores nobles de castilla que viajó al Nuevo Mundo.

## Biografía
Nació en 1500 en Córdoba (España). Sus padres eran los nobles Juan Pérez Tubera e Isabel Díaz Tafur, de la cual tomó su apellido. Otros miembros de la familia también fueron conquistadores: Pedro Fernández de Valenzuela, Hernán Venegas Carrillo y Martín Yañés Tafur.
Estuvo casado tres veces: con una mujer desconocida, después con Antonia Manuel de Hoyos y con Francisca de Ulloa. Tuvo una hija llamada Isabel Tafur.
En 1518 salió de España rumbo al Nuevo Mundo al mando de Pedro de los Ríos, gobernador de Tierra Firme en Panamá. De los Ríos envió a Tafur con dos barcos para recuperar a los miembros descontentos de la expedición de Francisco Pizarro. Tafur llegó a la Isla del Gallo, en 1527, en la Bahía de Tumaco, donde protagonizaría el episodio de los Trece de la Fama, quienes acompañarían a Francisco Pizarro en la conquista del Imperio incaico.
En 1531 o 1533, Tafur partió hacia Santa Marta, donde fue enviado al Valle de Upar junto con los conquistadores Antonio de Lebrija, Juan de Sanct Martín, Juan Muñoz de Collantes y Juan de Céspedes para forzar el sometimiento del pueblo chimila al poder español. 
En abril de 1536, Tafur fue nombrado jefe de caballería en la expedición dirigida por Gonzalo Jiménez de Quesada que partió de Santa Marta en busca de El Dorado. Tafur participó en la conquista española del pueblo muisca y recibió las encomiendas de Pasca, Usaque, Itaque y Chipaque, donde construyó la primera iglesia en 1538. La encomienda de Suesca fue compartida entre Juan Tafur y Gonzalo García Zorro. 

### Alcalde de Santafe de Bogotá
Fue cinco veces encomendero de Santa Fe de Bogotá: en 1541 sucediendo a Antonio Díaz de Cardoso y precediendo a Juan Díaz Hidalgo; de 1546 a 1547 sucediendo a Juan de Céspedes y sucedido por Pedro de Colmenares; en 1552 entre los gobiernos de Juan Muñoz de Collantes y Gonzalo Rodríguez de Ledesma; en 1554 sucediendo a Gonzalo García Zorro y antes que Juan Ruiz de Orejuela; y finalmente en 1559 tras el gobierno de Gonzalo Rodríguez de Ledesma y precediendo a Antonio Bermúdez.  En 1552, solicitó 72 esmeraldas a Diego de Aguilar. 
Cometió diversas atrocidades contra los indígenas, contra el pueblo panche al oeste de la Sabana de Bogotá. Maltrató al cacique de Pasca y al Ccacique de Chita, cuyo cuerpo arrojó a los perros. En 1543, fue condenado por maltrato a los indígenas muiscas de Pasca.